# Добротиця (Тирговиштська область)
Добро́тиця (болг. Добротица) — село в Тирговиштській області Болгарії. Входить до складу общини Антоново.

## Населення
За даними перепису населення 2011 року у селі проживали 247 осіб.
Національний склад населення села:
| Національність   | Кількість осіб | Відсоток |
| ---------------- | -------------- | -------- |
| турки            | 208            | 92,0%    |
| болгари          | 17             | 7,5%     |
| не визначились   | 0              | 0%       |
| Всього відповіли | 226            |          |

Розподіл населення за віком у 2011 році:
Динаміка населення: